# Puchar FVK mężczyzn (2024)
Puchar FVK mężczyzn 2024 – rozgrywki o Puchar Związku Piłki Siatkowej Kosowa (Federata e Volejbollit e Kosovës, FVK) zorganizowane w dniach 30 listopada-1 grudnia 2024 roku w pałacu sportu "Bill Clinton" (Pallati i sporteve "Bill Clinton") w Ferizaju.
W turnieju uczestniczyły cztery najlepsze zespoły rundy jesiennej Superligi A w sezonie 2024/2025, tj. KV Ferizaj, KV Skënderbeu, KV Peja oraz KV Drita. Rozgrywki składały się z półfinałów i finału.
Puchar FVK zdobył Ferizaj, który w finale pokonał Peję. MVP finału wybrany został Adriatik Berisha.

## System rozgrywek
W Pucharze FVK 2024 uczestniczyły cztery najlepsze drużyny rundy jesiennej Superligi A. Rozgrywki składały się z półfinałów i finału. W półfinałach zespoły utworzyły pary na podstawie miejsc zajętych w tabeli Superligi A po 11. kolejce według klucza:
- para 1: 1 – 4;
- para 2: 2 – 3.

Zwycięzcy półfinałów rozegrali mecz finałowy o puchar federacji. Nie był grany mecz o 3. miejsce.

### Tabela Superligi A po rundzie jesiennej
| Lp.                            | Drużyna               | Pkt | Mecze | Mecze | Mecze | Rodzaj wyniku | Rodzaj wyniku | Rodzaj wyniku | Rodzaj wyniku | Rodzaj wyniku | Rodzaj wyniku | Sety | Sety | Sety  | Małe punkty | Małe punkty | Małe punkty |
| Lp.                            | Drużyna               | Pkt | M     | W     | P     | 3:0           | 3:1           | 3:2           | 2:3           | 1:3           | 0:3           | wyg. | prz. | stos. | zdob.       | str.        | stos.       |
| ------------------------------ | --------------------- | --- | ----- | ----- | ----- | ------------- | ------------- | ------------- | ------------- | ------------- | ------------- | ---- | ---- | ----- | ----------- | ----------- | ----------- |
| 1                              | Ferizaj               | 28  | 11    | 9     | 2     | 8             | 1             | 0             | 1             | 1             | 0             | 30   | 7    | 4.29  | 923         | 789         | 1.17        |
| 2                              | Skënderbeu            | 24  | 11    | 9     | 2     | 5             | 1             | 3             | 0             | 1             | 1             | 28   | 13   | 2.15  | 966         | 875         | 1.1         |
| 3                              | Peja                  | 24  | 11    | 8     | 3     | 8             | 0             | 0             | 0             | 1             | 2             | 25   | 9    | 2.78  | 826         | 647         | 1.28        |
| 4                              | Drita                 | 21  | 11    | 7     | 4     | 2             | 4             | 1             | 1             | 0             | 3             | 23   | 18   | 1.28  | 927         | 909         | 1.02        |
| 5                              | Luboteni              | 17  | 11    | 5     | 6     | 3             | 2             | 0             | 2             | 0             | 4             | 19   | 20   | 0.95  | 843         | 858         | 0.98        |
| 6                              | Golden Eagle Theranda | 12  | 11    | 4     | 7     | 3             | 0             | 1             | 1             | 2             | 4             | 16   | 23   | 0.7   | 840         | 861         | 0.98        |
| 7                              | Prishtina             | 5   | 11    | 2     | 9     | 1             | 0             | 1             | 0             | 2             | 7             | 8    | 29   | 0.28  | 724         | 874         | 0.83        |
| 8                              | Ulpiana               | 1   | 11    | 0     | 11    | 0             | 0             | 0             | 1             | 1             | 9             | 3    | 33   | 0.09  | 648         | 884         | 0.73        |
| Legenda: udział w Pucharze FVK |                       |     |       |       |       |               |               |               |               |               |               |      |      |       |             |             |             |

Źródło: 
Punktacja: 3:0 i 3:1 – 3 pkt; 3:2 – 2 pkt; 2:3 – 1 pkt; 1:3 i 0:3 – 0 pkt
Zasady ustalania kolejności: 1. liczba punktów; 2. liczba zwycięstw; 3. stosunek setów; 4. stosunek małych punktów; 5. bilans w bezpośrednich meczach

## Drabinka
|  |          |            |          |      |   |       |         |       |
|  | Półinały | Półinały   | Półinały |      |   | Finał | Finał   | Finał |
|  | Półinały | Półinały   | Półinały |      |   | Finał | Finał   | Finał |
|  |          |            |          |      |   |       |         |       |
|  |          |            |          |      |   |       |         |       |
|  | 1        | Ferizaj    | 3        |      |   |       |         |       |
|  | 1        | Ferizaj    | 3        |      |   |       |         |       |
|  | 4        | Drita      | 0        |      |   |       |         |       |
|  | 4        | Drita      | 0        |      |   | 1     | Ferizaj | 3     |
|  |          |            |          |      |   | 1     | Ferizaj | 3     |
|  |          |            | 3        | Peja | 2 |       |         |       |
|  | 2        | Skënderbeu | 3        | Peja | 2 | 1     |         |       |
|  | 2        | Skënderbeu |          |      |   |       |         |       |
|  | 3        | Peja       | 3        |      |   |       |         |       |
|  | 3        | Peja       | 3        |      |   |       |         |       |
|  |          |            |          |      |   |       |         |       |

## Rozgrywki
Godziny według strefy czasowej UTC+2.

### Półfinały
| 30 listopada 2024 17:30 Źródło: | Skënderbeu | 1:3 (25:21, 27:29, 22:25, 20:25) | Peja | Pallati i sporteve "Bill Clinton", Ferizaj Sędzia: Burim Zymeri i Diellon Bylykbashi |

| 30 listopada 2024 19:30 Źródło: | Ferizaj | 3:0 (25:18, 27:25, 25:22) | Drita | Pallati i sporteve "Bill Clinton", Ferizaj Sędzia: Elmi Zymeri i Mergim Franca |

### Finał
| 1 grudnia 2024 19:30 Źródło: | Ferizaj | 3:2 (25:22, 18:25, 17:25, 25:21, 18:16) | Peja | Pallati i sporteve "Bill Clinton", Ferizaj Sędzia: Burim Zymeri i Liridon Pllana |